# Michal Horváth (wioślarz)
Michal Horváth (ur. 30 czerwca 1987 w Pradze) – czeski wioślarz, reprezentant Czech w czwórce bez sternika podczas Letnich Igrzysk Olimpijskich 2008 w Pekinie.

## Osiągnięcia
- Mistrzostwa Świata – Monachium 2007 – czwórka bez sternika – 7. miejsce[1].
- Mistrzostwa Europy – Poznań 2007 – czwórka bez sternika – 1. miejsce[2].
- Igrzyska Olimpijskie – Pekin 2008 – czwórka bez sternika – 5. miejsce[1].
- Mistrzostwa Świata – Poznań 2009 – czwórka bez sternika – 4. miejsce[2].
- Mistrzostwa Europy – Brześć 2009 – czwórka bez sternika – 2. miejsce[2].
- Mistrzostwa Europy – Montemor-o-Velho 2010 – czwórka bez sternika – 3. miejsce[2].